# Akim Oda
Akim Oda ist ein Ort in der Eastern Region am Fluss Birim im westafrikanischen Staat Ghana.

## Bevölkerung
Bei der letzten Volkszählung des Landes vom 26. März 2000 lebten 38.741 Einwohner in der Stadt. Hochrechnungen zum 1. Januar 2007 schätzen die Bevölkerung auf 45.332 Einwohner. Noch bei der Volkszählung des Jahres 1984 wurden 24.629 Einwohner aufgeführt. Noch im Jahr 1970 lag die Bevölkerungszahl bei 20.957 Einwohnern.
Aktuell liegt die Stadt an der 33. Stelle der Liste der größten Städte in Ghana.

## Söhne und Töchter der Stadt
- Emmanuel Oti (* 1996), Fußballspieler
- Benjamin Azamati (* 1998), Sprinter